# Giuseppe Tartini
Giuseppe Tartini (født 8. april 1692, død 26. februar 1770 i Italien) var komponist og en af sin tids mest fremragende violinister. Der blev sagt om ham: Han spiller ikke på violin, han synger på den. Han har skrevet ca. 140 violinkoncerter, 50 triosonater og ca. 150 solosonater.

## Liv
Giuseppe Tartini blev født i havnebyen Piran i det nuværende Slovenien. Tartinis far, Gianantonio Tartini fra Firenze, drev Pirans saltværk. Moderen, Caterina Zangrando, var efterkommer efter en af de ældste aristokratiske familier i Piran. Det ser ud til, at forældrene forberedte sønnen til at gå ind i Franciskanerordenen, hvilket indebar en grundlæggende musikuddannelse, men i stedet for at studere teologi, valgte Tartini retsvidenskab. Ved universitetet i Padova skal han have blevet en ret god fægter.
I henhold til traditionen var Tartinis unge liv relativt farverigt, men sandsynligvis må enkelte detaljer tages med et gran salt. Det, som er sikkert, er, at efter faderens død benyttede Tartini chancen til at gifte sig med Elisabetta Premazone. Uheldigvis for Tartini skal hun have været yndling, muligvis niece, til den mægtige kardinal Giorgio Cornaro. Kardinalen beordrede fængsling, men Tartini slap væk og tog tilflugt i klosteret i Assisi, hvor han begyndte at spille violin for alvor. Højst sandsynligt fik han undervisning i komposition af tjekken Bohuslav Matěj Černohorský. Burney skriver, at efter nogen år i klosteret blev Tartini afsløret under en koncert i klosterkirken. Traditionen tro spillede orkesteret bag et forhæng, men da en usædvanlig stærk vind blæste det til side, blev Tartini genkendt. Uoverensstemmelserne blev gjort op og Tartini genforenet med sin hustru. En anden anekdote fortæller, at en gang, Tartini hørte Francesco Maria Veracini spille, blev han så imponeret, at han for en tid trak sig tilbage til Ancona for at forbedre violinspillet, og da specielt bueføringen.
Tartini blev hurtigt kendt for sin virtuose og udtryksfulde stil. I 1714 blev han orkestermusiker i Assisi og Ancona, i 1721 Maestro di Cappella ved Basilica di San Antonio i Padova, en stilling han beholdt til sin død i 1770. Kontrakten gav ham stor kunstnerisk frihed, og han havde tilladelse til at optræde, hvor han ville, men rejste dog kun lidt. Den eneste kendte rejse, som han gjorde udenfor Italien, var et ophold i Prag mellem 1723 og 1726, hvor han var koncertmester ved opførelsen af Johann Joseph Fux’ opera Costanza e Fortezza under kejser Karl VIs kroning til konge af Böhmen. I Prag blev han blandt andet kendt med Johann Joachim Quantz.

## Virke
Mod slutningen af 1720-erne etablerede Tartini musikskolen La scuola delle nazioni. Han var en glimrende pædagog, og skolen tiltrak sig studenter fra hele Europa, fortrinsvis fra Tyskland og Frankrig, men også fra England og Skandinavien, endog fra Indonesien. Specielt vigtig blev de franske elever, som senere lagde grunden til den såkaldte franske skole i 1800-tallet. Blandt studenterne kan nævnes Gaetano Pugnani, Johann Gottlieb Graun, Joseph Touchemoulin og Pietro Nardini – sidstnævnte var Tartinis yndlingselev.
Tartini skrev flere musikteoretiske værker, blandt andet et om forsiringskunst som Leopold Mozart brugte som udgangspunkt for sin Violinschule. De efterfølgende teoretiske værker Tartini publicerede var baseret på fejlagtige beregninger, delvis på egne erfaringer, og blev heftig kritiseret af hans samtidige konkurrenter. Sent i livet blev disse kontroverser en hård belastning for Tartini.

## Musik og stil
Tartini skrev mest for violin, omkring 135 violinkoncerter, 200 violinsonater og en en del triosonater for to violiner, men han skrev også nogen stykker for kor, to cellokoncerter, en gambekoncert og et par fløjtekoncerter, desuden en del kirkemusik. Eksempler er en Miserere han skrev mellem 1739 og 1741 på opdrag af pave Klemens XII og et Stabat Mater fra 1769.
Tartinis stil ændrede sig meget i tidens løb; tidlige værker er holdt i en rigt ornamenteret Corelli/Vivaldi-influeret barokstil, senere skrev han virtuose stykker i det nye førklassicistiske idiom. I sin samtid var Tartini berømt for bueføringen og sit kantabile spil.
Julesangen Nu er det jul igen, som kendes i sanglege tilbage til 1700-tallet, genfindes i næsten identisk form i Tartinis Koncert for violin og orkester i G-dur (uropført i Prag 1724).

## Værker
I lighed med mange af sine samtidige komponister var Tartini meget produktiv.
- 135 koncerter for violin og strygere (udgivet mellem 1728 og 1740)
- 135 violinsonater
- 50 triosonater (1745–1750)
- Djævletrillesonaten
- Sonaten Didone abandonata ("Den forladte Dido")
- 32 Piccole Sonate (1745–1760)
- L'arte dell'arco (50 variationer over en gavotte af Arcangelo Corelli)
- 5 koncerter for fløjte og orkester
- 2 koncerter for viola da gamba og orkester
- Et ukendt antal kirkelige vokalværker

- Giuseppe Tartini
- Mindesmærke over Tartini i hjembyen Piran
Foto: Johann Jaritz
- Monument i basilikaen Padua.